# Івановське (Бокситогорський район)
Івановське (рос. Ивановское) — присілок Бокситогорського району Ленінградської області Росії. Входить до складу Забор'євського сільського поселення.
Населення — 9 осіб (2012 рік).